# Tris Imboden
Gregory Tristan "Tris" Imboden (nascido em 27 de julho de 1951) é um baterista de rock e jazz estadunidense, conhecido por seu trabalho com a banda Chicago, de 1990 a 2018. Como músico de sessão, ele é creditado nas gravações de alguns dos músicos mais notáveis e álbuns mais vendidos de todos os tempos. Alguns dos trabalhos mais notáveis de Imboden incluem gravações com Neil Diamond, Kenny Loggins, Firefall, Richard Marx, Steve Vai, Roger Daltrey, Crosby, Stills & Nash, Chicago, Anita Baker, Julio Iglesias e Stevie Wonder.
Como um membro em tempo integral de bandas, a carreira de Imboden incluiu Honk, The Kenny Loggins Band (incluindo "Who's Right, Who's Wrong" com Michael Jackson), a seis vezes platina hit número um "Footloose" e "I'm Alright" da Caddyshack) e Chicago. Sua carreira com Chicago viu o lançamento de treze álbuns, vários deles certificados como platina
Como educador, ele foi clínico de bateria e autor de materiais tutoriais.

## Discografia
| Discografia Selecionada | Discografia Selecionada | Discografia Selecionada                             | Discografia Selecionada                                    | Discografia Selecionada                                               |
| Ano                     | Artista/Banda           | Álbum                                               | Créditos                                                   | Conquistas                                                            |
| ----------------------- | ----------------------- | --------------------------------------------------- | ---------------------------------------------------------- | --------------------------------------------------------------------- |
| 1972                    | Honk                    | The Original Sound Track from Five Summer Stories   | Composer, producer, Harmonica, Percussão, Baterias, Vocals |                                                                       |
| 1979                    | Kenny Loggins           | Keep the Fire                                       | Harmonica, Baterias                                        |                                                                       |
| 1984                    | [Original Soundtrack]   | Footloose [Original Soundtrack]                     | Baterias                                                   | Billboard #1 6x platinum                                              |
| 1986                    | Neil Diamond            | Headed for the Future                               | Baterias, Background Vocals                                | Billboard 200 #20                                                     |
| 1986                    | Howard Hewett           | I Commit to Love                                    | Baterias (Tracks 2, 3, 5, and 9)                           |                                                                       |
| 1987                    | Richard Marx            | Richard Marx                                        | Baterias                                                   | Billboard #1 single Billboard 200 #8 album 3x platinum                |
| 1987                    | [Original Soundtrack]   | St. Elmo's Fire                                     | Baterias                                                   | Billboard Hot 100 #1 Grammy nomination                                |
| 1990                    | Steve Vai               | Passion and Warfare                                 | Baterias (Tracks 7, 9)                                     |                                                                       |
| 1991                    | Chicago                 | Twenty 1                                            | Baterias                                                   |                                                                       |
| 1994                    | Crosby, Stills & Nash   | After the Storm                                     | Baterias                                                   |                                                                       |
| 1995                    | Chicago                 | Night & Day: Big Band                               | Harmonica, Baterias                                        |                                                                       |
| 1997                    | Chicago                 | The Heart of Chicago 1967–1997                      | Baterias (Tracks 7, 10)                                    | "Here in My Heart": AC #1 "The Only One": AC Top 20 Billboard 200 #55 |
| 1998                    | Chicago                 | The Heart of Chicago 1967–1998 Volume II            | [ d 14 ]                                                   |                                                                       |
| 1998                    | Chicago                 | Chicago's First Christmas                           | Baterias                                                   |                                                                       |
| 1998                    | Chicago                 | Chicago 25: The Christmas Album                     | Baterias                                                   |                                                                       |
| 1999                    | Chicago                 | Chicago XXVI – The Live Album                       |                                                            |                                                                       |
| 2000                    | Steve Vai               | 7th Song: Enchanting Guitar Melodies – Archive      | Baterias                                                   |                                                                       |
| 2002                    | Chicago                 | Very Best of Chicago: Only the Beginning            | Harmonica, Baterias                                        |                                                                       |
| 2003                    | Chicago                 | Chicago Story: The Complete Greatest Hits 1967–2002 | Harmonica, Baterias                                        |                                                                       |
| 2003                    | Chicago                 | Chicago: The Box [Bonus DVD]                        | Harmonica, Baterias                                        |                                                                       |
| 2003                    | Chicago                 | Christmas: What's It Gonna Be Santa                 | Arranjos, Baterias                                         |                                                                       |
| 2008                    | Chicago                 | Chicago XXXII: Stone of Sisyphus                    | Harmonica, Baterias                                        |                                                                       |
| 2011                    | Chicago                 | O Christmas Three                                   | Arranjos, Baterias                                         |                                                                       |
| 2013                    | Chicago                 | The Nashville Sessions                              | Baterias                                                   |                                                                       |
| 2014                    | Chicago                 | Chicago XXXVI: Now                                  | Baterias                                                   |                                                                       |

| Complete discography | Complete discography              | Complete discography                                | Complete discography                                       | Complete discography |
| Year                 | Artist                            | Album                                               | Credit                                                     | Achievement          |
| -------------------- | --------------------------------- | --------------------------------------------------- | ---------------------------------------------------------- | -------------------- |
| 1972                 | Honk                              | The Original Sound Track from Five Summer Stories   | Composer, producer, Harmonica, Percussão, Baterias, Vocals |                      |
| 1973                 | Honk                              | Honk [1973]                                         | Harmonica, Percussão, Baterias, Vocals                     |                      |
| 1975                 | Bert Jansch                       | Santa Barbara Honeymoon                             | Baterias                                                   |                      |
| 1975                 | Iain Matthews                     | Go for Broke                                        | Baterias                                                   |                      |
| 1976                 | La Seine                          | Like a River                                        | Baterias                                                   |                      |
| 1976                 | Iain Matthews                     | Hit and Run                                         | Baterias                                                   |                      |
| 1976                 | John Reid                         | Façade                                              | Baterias                                                   |                      |
| 1976                 | Harriet Schock                    | You Don't Know What You're in For                   | Baterias                                                   |                      |
| 1978                 | Kenny Loggins                     | Nightwatch                                          | Harmonica, Baterias                                        |                      |
| 1979                 | Kenny Loggins                     | Keep the Fire                                       | Harmonica, Baterias                                        |                      |
| 1980                 | Kenny Loggins                     | Kenny Loggins Alive                                 | Harmonica, Baterias, Vocals                                |                      |
| 1980                 | Thunder                           | Thunder [1980]                                      | Baterias                                                   |                      |
| 1981                 | Firefall                          | Clouds Across the Sun                               | Baterias                                                   |                      |
| 1981                 | Firefall                          | Best of Firefall                                    | Baterias                                                   |                      |
| 1981                 | Thunder                           | Headphones for Cows                                 | Baterias                                                   |                      |
| 1981                 | Gary Wright                       | Right Place                                         | Baterias                                                   |                      |
| 1982                 | Jay Ferguson                      | White Noise                                         | Baterias                                                   |                      |
| 1982                 | Firefall                          | Break of Dawn                                       | Baterias                                                   |                      |
| 1982                 | Kenny Loggins                     | High Adventure                                      | Harmonica, Percussão, Baterias                             |                      |
| 1982                 | Tom Snow                          | Hungry Nights                                       | Baterias                                                   |                      |
| 1983                 | Don Felder                        | Airborne                                            | Baterias                                                   |                      |
| 1984                 | Fee Waybill                       | Read My Lips                                        | Baterias                                                   |                      |
| 1984                 | Original Soundtrack               | Footloose [Original Soundtrack]                     | Baterias                                                   |                      |
| 1985                 | Kenny Loggins                     | Vox Humana                                          | Harmonica, Baterias                                        |                      |
| 1986                 | Stanley Clarke                    | Hideaway                                            | Baterias                                                   |                      |
| 1986                 | Neil Diamond                      | Headed for the Future                               | Baterias, Background Vocals                                |                      |
| 1986                 | David Foster                      | David Foster                                        | Drum Overdubs                                              |                      |
| 1986                 | Howard Hewett                     | I Commit to Love                                    | Baterias                                                   |                      |
| 1987                 | Roger Daltrey                     | Can't Wait to See the Movie                         | Drum Overdubs                                              |                      |
| 1987                 | Richard Marx                      | Richard Marx                                        | Baterias                                                   |                      |
| 1987                 | Original Soundtrack               | St. Elmo's Fire                                     | Baterias                                                   |                      |
| 1987                 | Original Soundtrack               | The Secret of My Success                            | Drum Overdubs                                              | Billboard 200 #131   |
| 1988                 | Peter Cetera                      | One More Story                                      | Hi Hat                                                     |                      |
| 1988                 | Neil Diamond                      | Best Years of Our Lives                             | Baterias                                                   |                      |
| 1988                 | Girls                             | That's What Dreams Are For                          | Baterias                                                   |                      |
| 1988                 | Julio Iglesias                    | Non Stop                                            | Drum Programming                                           |                      |
| 1988                 | Brian Wilson                      | Brian Wilson                                        | Cymbals, Baterias, Hi Hat                                  |                      |
| 1989                 | Clare Fischer                     | Lembrancas                                          | Baterias                                                   |                      |
| 1989                 | Michael Paulo                     | One Passion                                         | Percussão, Baterias                                        |                      |
| 1990                 | Steve Vai                         | Passion and Warfare                                 | Baterias                                                   |                      |
| 1991                 | Chicago                           | Twenty 1                                            | Baterias                                                   |                      |
| 1991                 | Honk                              | Five Summer Stories                                 | Composer, producer, Harmonica, Percussão, Baterias, Vocals |                      |
| 1991                 | Honk                              | Coach House Live                                    | Baterias, producer                                         |                      |
| 1991                 | Kenny Loggins                     | Leap of Faith                                       | Baterias                                                   |                      |
| 1991                 | Usual Suspects                    | Usual Suspects                                      | Baterias                                                   |                      |
| 1992                 | Firefall                          | Greatest Hits                                       | Percussão, Baterias                                        |                      |
| 1993                 | Johnny Clegg & Savuka             | Heat, Dust and Dreams                               | Baterias                                                   |                      |
| 1994                 | Bill Champlin                     | Burn Down the Night                                 | Baterias                                                   |                      |
| 1994                 | Crosby, Stills & Nash             | After the Storm                                     | Baterias                                                   |                      |
| 1994                 | Rosco Martinez                    | Aqui Estoy                                          | Baterias                                                   |                      |
| 1994                 | Michael Paulo                     | Save the Children                                   | Baterias                                                   |                      |
| 1994                 | Various Artists                   | Voice of the Homeless, Vol. 1                       | Baterias                                                   |                      |
| 1995                 | Cecilio & Kapono                  | Goodtimes Together                                  | Baterias                                                   |                      |
| 1995                 | Chicago                           | Night and Day: Big-Band                             | Harmonica, Baterias                                        |                      |
| 1995                 | Kalapana                          | Back in Your Heart Again                            | Baterias                                                   |                      |
| 1995                 | Freddie Ravel                     | Sol to Soul                                         | Baterias                                                   |                      |
| 1995                 | Ricardo Silveira                  | Storyteller                                         | Baterias                                                   |                      |
| 1996                 | Tamara Champlin                   | You Won't Get to Heaven Alive                       | Baterias                                                   |                      |
| 1996                 | Neil Diamond                      | In My Lifetime                                      | Musician                                                   |                      |
| 1996                 | Michael Paulo                     | My Heart and Soul                                   | Baterias                                                   |                      |
| 1996                 | Various Artists                   | Sheffield Pop Experience                            | Baterias                                                   |                      |
| 1997                 | Chicago                           | Heart of Chicago 1967–1997                          | [ d 12 ]                                                   |                      |
| 1997                 | David Garfield & Friends          | Tribute to Jeff                                     | Baterias                                                   |                      |
| 1997                 | Kenny Loggins                     | Yesterday, Today, Tomorrow : The Greatest Hits      | Percussão, Baterias                                        |                      |
| 1997                 | Kenny Loggins                     | Unimaginable Life                                   | Baterias                                                   |                      |
| 1998                 | Jeff Berlin                       | Crossroads                                          | Baterias                                                   |                      |
| 1998                 | Jeff Berlin                       | Pump It!                                            | Baterias                                                   |                      |
| 1998                 | Chicago                           | Heart of Chicago, Vol. 2: 1967–1998                 | [ d 14 ]                                                   |                      |
| 1998                 | Chicago                           | Chicago's First Christmas                           | Baterias                                                   |                      |
| 1998                 | Chicago                           | Chicago 25: The Christmas Album                     | Baterias                                                   |                      |
| 1998                 | Clare Fischer/Metropole Orchestra | Latin Side                                          | Baterias                                                   |                      |
| 1998                 | Gary Wright                       | Best of the Dream Weaver                            | Baterias                                                   |                      |
| 1998                 | Original Soundtrack               | Footloose [Expanded Edition]                        | Baterias                                                   |                      |
| 1999                 | Chicago                           | Chicago XXVI – The Live Album                       |                                                            |                      |
| 1999                 | Michael Paulo                     | Midnight Passion                                    | Baterias                                                   |                      |
| 2000                 | Steve Vai                         | 7th Song: Enchanting Guitar Melodies – Archive      | Baterias                                                   |                      |
| 2001                 | The Howland Imboden Project       |                                                     |                                                            |                      |
| 2001                 | Freddie Ravel                     | Freddie Ravel                                       | Baterias, Baterias                                         |                      |
| 2002                 | Chicago                           | Very Best of Chicago: Only the Beginning            | Harmonica, Baterias                                        |                      |
| 2002                 | Kalapana                          | Blue Album                                          | Baterias                                                   |                      |
| 2002                 | Holly Near                        | And Still We Sing: The Outspoken Collection         | Baterias                                                   |                      |
| 2002                 | Holly Near                        | Crushed! The Love Song Collection                   | Baterias                                                   |                      |
| 2002                 | Rusty Wier                        | Black Hat Saloon/Stacked Deck                       | Baterias                                                   |                      |
| 2002                 | Original Cast Recordings          | Footloose [Australian Bonus Tracks]                 | Baterias                                                   |                      |
| 2002                 | Various Artists                   | Movie Soundtracks                                   | Baterias                                                   |                      |
| 2003                 | Chicago                           | Chicago Story: The Complete Greatest Hits 1967–2002 | Harmonica, Baterias                                        |                      |
| 2003                 | Chicago                           | Chicago: The Box [Bonus DVD]                        | Harmonica, Baterias                                        |                      |
| 2003                 | Chicago                           | Christmas: What's It Gonna Be Santa                 | Arranjos, Baterias                                         |                      |
| 2003                 | Robert Lamm                       | Subtlety & Passion                                  | Harmonica, Baterias cowriter of "It's Always Something"    |                      |
| 2003                 | Steve Vai                         | Infinite Steve Vai: An Anthology                    | Baterias                                                   |                      |
| 2003                 | David Foster                      | Best of Me                                          | Baterias                                                   |                      |
| 2004                 | Firefall                          | Break of Dawn/Mirror of the World                   | Baterias, Guest Appearance                                 |                      |
| 2004                 | Firefall                          | Undertow/Clouds Across the Sun                      | Baterias, músico                                           |                      |
| 2007                 | Larry Klimas                      | The Ledge                                           | Baterias                                                   |                      |
| 2007                 | Amy Hanai'alii Gilliom            | Generation Hawai'i                                  | Baterias, percussão, and tahitian Baterias                 |                      |
| 2008                 | Chicago                           | Chicago XXXII: Stone of Sisyphus                    | Baterias                                                   |                      |
| 2011                 | Chicago                           | O Christmas Three                                   | Arranjos, Baterias                                         |                      |
| 2013                 | Chicago                           | The Nashville Sessions                              | Baterias                                                   |                      |
| 2014                 | Chicago                           | Chicago XXXVI: Now                                  | Baterias                                                   |                      |